# УФА
„УФА“ ООД (на немски: UFA GmbH; до 1991 г. „Universum Film AG“, на кратко Ufa; до 2013 г. „UFA Film & TV Production GmbH“, на кратко UFA) е филмова продуцентска компания със седалище в квартал Бабелсберг в град Потсдам (Германия).
Основана през 1917 г. под името „Ufa“, компанията е тясно свързана с историята на немското кино и е една от най-старите филмови компании в Европа.
Днешната фирма „УФА“ ООД е дъщерно дружество на международната медийна група Бертелсман и в момента се счита за една от най-големите немски компании в областта на филмовите и телевизионни продукции.

## Филми
УФА преживява своя разцвет през 1920-те до 1940-те години. През това време тя играе важна роля в историята на немския филм. Едни от най-известните продукции на УФА включват:
- 1924: Нибелунгите (режисьор: Фриц Ланг)
- 1927: Метрополис (режисьор: Фриц Ланг) – първият в света пълнометражен научнофантастичен филм и едно от най-важните произведения в историята на филма
- 1928: Жена на луната (режисьор: Фриц Ланг) – измислено е обратното броене
- 1930: Синият ангел (режисьор: Йозеф фон Щернберг )
- 1935: Триумф на волята (режисьор: Лени Рифенщал )

- Фриц Ланг по време на снимките на филма „Жена на Луната“ (1929 г.)
- Марлене Дитрих в „Синият ангел“ (1930 г.)